# Ornithomya areolata
Ornithomya areolata är en tvåvingeart som beskrevs av Maa 1986. Ornithomya areolata ingår i släktet Ornithomya och familjen lusflugor. Inga underarter finns listade i Catalogue of Life.